# Softengine
«Softengine» — финская рок-группа, которая представляла Финляндию на конкурсе песни «Евровидение 2014», с песней «Something Better».
Выступление группы состоялось 8 мая 2014 года на втором полуфинале конкурса. По результатам голосования, группа прошла в финал, который состоялся 10 мая. Финны заняли 11 место, набрав при этом 72 балла.

## Состав группы
- Топи Латукка — вокал, гитара
- Осси Мякеля — гитара, клавишные
- Ээро Кескинен — бэк-вокал, лидер-бас, барабан
- Хенри Оска́р — клавишные, барабан
- Туомо Аларинта — ударные

## Дискография
Альбомы:
- 2012 — hmm
- 2016 — We Created the World

Синглы:
- 2014 — «Yellow House»
- 2014 — «Something Better»
- 2014 — «The Sirens»
- 2015 — «All About You & I»